# Slack (phần mềm)
Slack là một công cụ và dịch vụ trực tuyến quản lí làm, việc nhóm dựa trên đám mây do Stewart Butterfield thành lập. Slack bắt đầu như là một công cụ nội bộ được sử dụng bởi công ty của họ, Tiny Speck, trong sự phát triển của Glitch, một trò chơi trực tuyến bây giờ không còn tồn tại . Tên gọi này được viết tắt "Searchable Log of All Conversation and Knowledge".

## Lịch sử
Slack được ra mắt vào tháng 8 năm 2013. Vào tháng 1 năm 2015, Slack đã công bố việc mua lại Screenhero 
Vào tháng 3 năm 2015, Slack thông báo rằng nó đã bị xâm nhập trong suốt bốn ngày vào tháng 2 năm 2015 và một số dữ liệu bị lấy mất. Các dữ liệu đó bao gồm địa chỉ email, tên người dùng, bảng băm mật khẩu (mật khẩu được mã hóa bằng một chuỗi ký tự dài), và trong một số trường hợp, số điện thoại và ID Skype mà người dùng đã liên kết với tài khoản của họ. Để phản ứng, slack thêm xác thực hai yếu tố vào dịch vụ của họ.